# Дерновский, Григорий Борисович
Григорий Борисович Дерновский (1910—1974) — участник Великой Отечественной войны, командир 1181-го зенитного артиллерийского полка 5-й зенитной артиллерийской дивизии 7-й гвардейской армии Степного фронта, Герой Советского Союза, полковник.

## Биография
Родился в деревне Кулево, ныне Невельского района Псковской области в крестьянской семье. Еврей. Образование неполное среднее. Работал слесарем на заводе в Ленинграде. Учился на рабфаке при Лесотехнической академии.
В Красной Армии с 1933 года. В 1936 году окончил Военно-электротехническую школу, а в 1942 году — курсы при Военной академии имени Ф. Э. Дзержинского. Член ВКП(б)/КПСС с 1937 года.
С началом Великой Отечественной войны на фронте. Командир 1181-го зенитного артиллерийского полка (5-я зенитная артиллерийская дивизия, 7-я гвардейская армия, Степной фронт) майор Григорий Дерновский умело организовал и обеспечил надёжную противовоздушную оборону частей 7-й гвардейской армии на Курской дуге и при форсировании Днепра.
5 июля — 24 сентября 1943 года вверенный майору Дерновскому зенитный артиллерийский полк сбил девятнадцать вражеских самолётов, а при форсировании реки Днепр в районе села Бородаевка Верхнеднепровского района Днепропетровской области Украинской ССР — ещё шесть самолётов.
Майор Дерновский Г. Б. в числе первых в составе штурмовых групп переправился через Днепр, участвовал в отражении контратак пехоты и танков противника на плацдарме. Всего за годы войны на боевом счету 1181-го зенитного артиллерийского полка под командованием Дерновского Г. Б. сорок шесть сбитых немецких самолётов.
После войны Г. Б. Дерновский продолжал службу в Советской Армии. В 1954 году он окончил Высшие академические курсы. С 1958 года полковник Дерновский Г. Б. — в запасе.
Жил в столице Эстонской ССР городе Таллине. С 1959 года работал на заводе «Двигатель» в отделе жилищно-коммунального хозяйства и в отделе кадров. С 1964 года — начальник Гражданской обороны завода, затем работал в заводском комитета ДОСААФ.

## Награды
Указом Президиума Верховного Совета СССР от 26 октября 1943 года за умелое командование артиллерийским полком, образцовое выполнение боевых заданий командования на фронте борьбы с немецко-фашистскими захватчиками и проявленные при этом мужество и героизм майору Дерновскому Григорию Борисовичу присвоено звание Героя Советского Союза с вручением ордена Ленина и медали «Золотая Звезда» (№ 1390).
Награждён также тремя орденами Красного Знамени, орденами Отечественной войны 1-й и 2-й степени, Красной Звезды, медалями.

## Память
Имя Г. Б.Дерновского было нанесено на «Памятник 380-ти работникам завода "Двигатель"» в Таллине. В 2023 году доска с его фамилией была демонтирована.